# Karl Weißbach

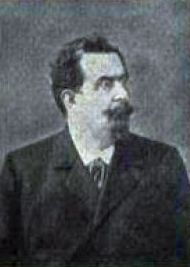
Karl Weißbach

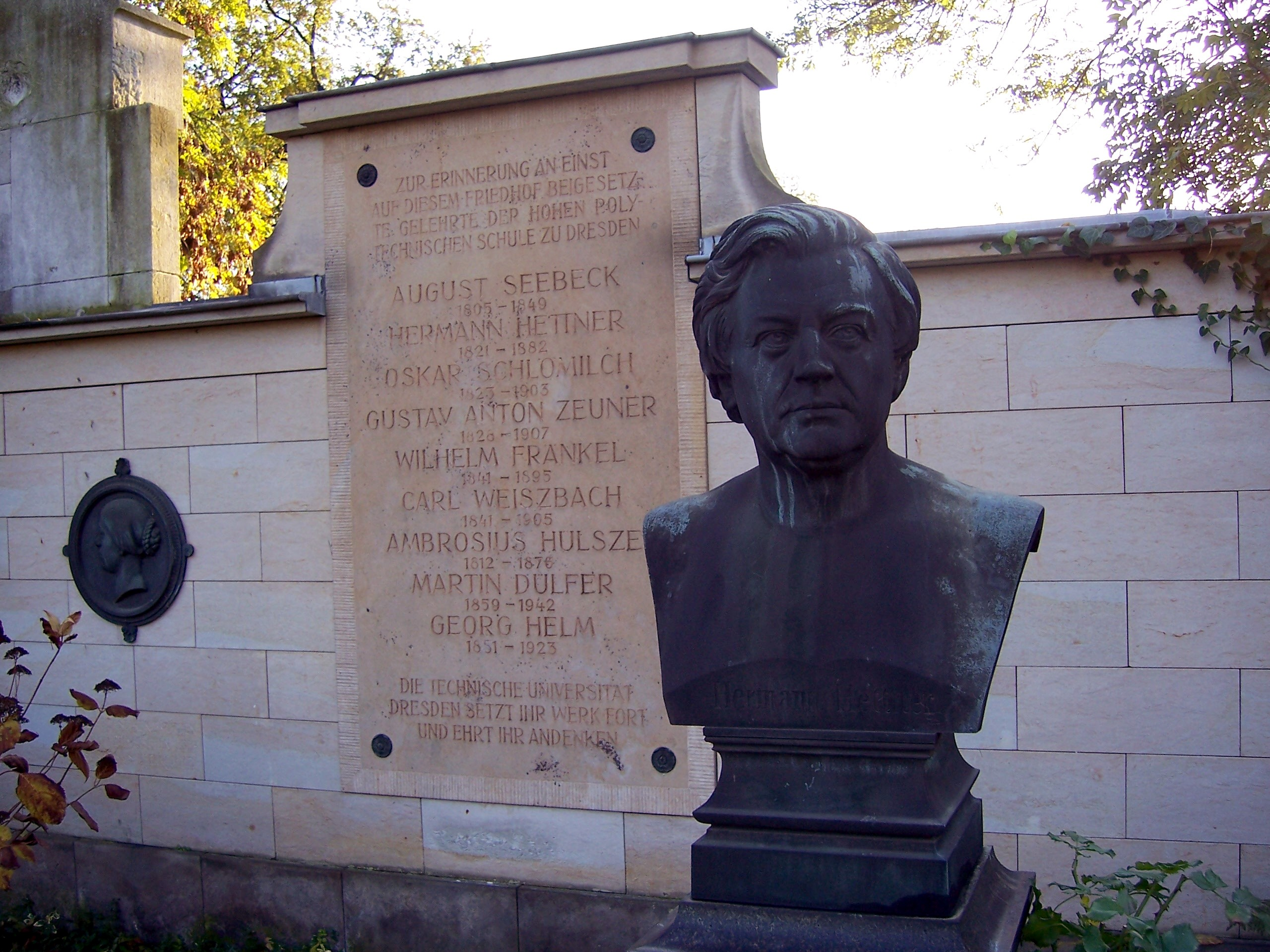
Gedenkstätte für Karl Weißbach auf dem Alten Annenfriedhof in Dresden.

Johann Karl Robert Weißbach (* 8. April 1841 in Dresden; † 8. Juli 1905 ebenda) war ein deutscher Architekt und Hochschullehrer.

## Leben und Wirken

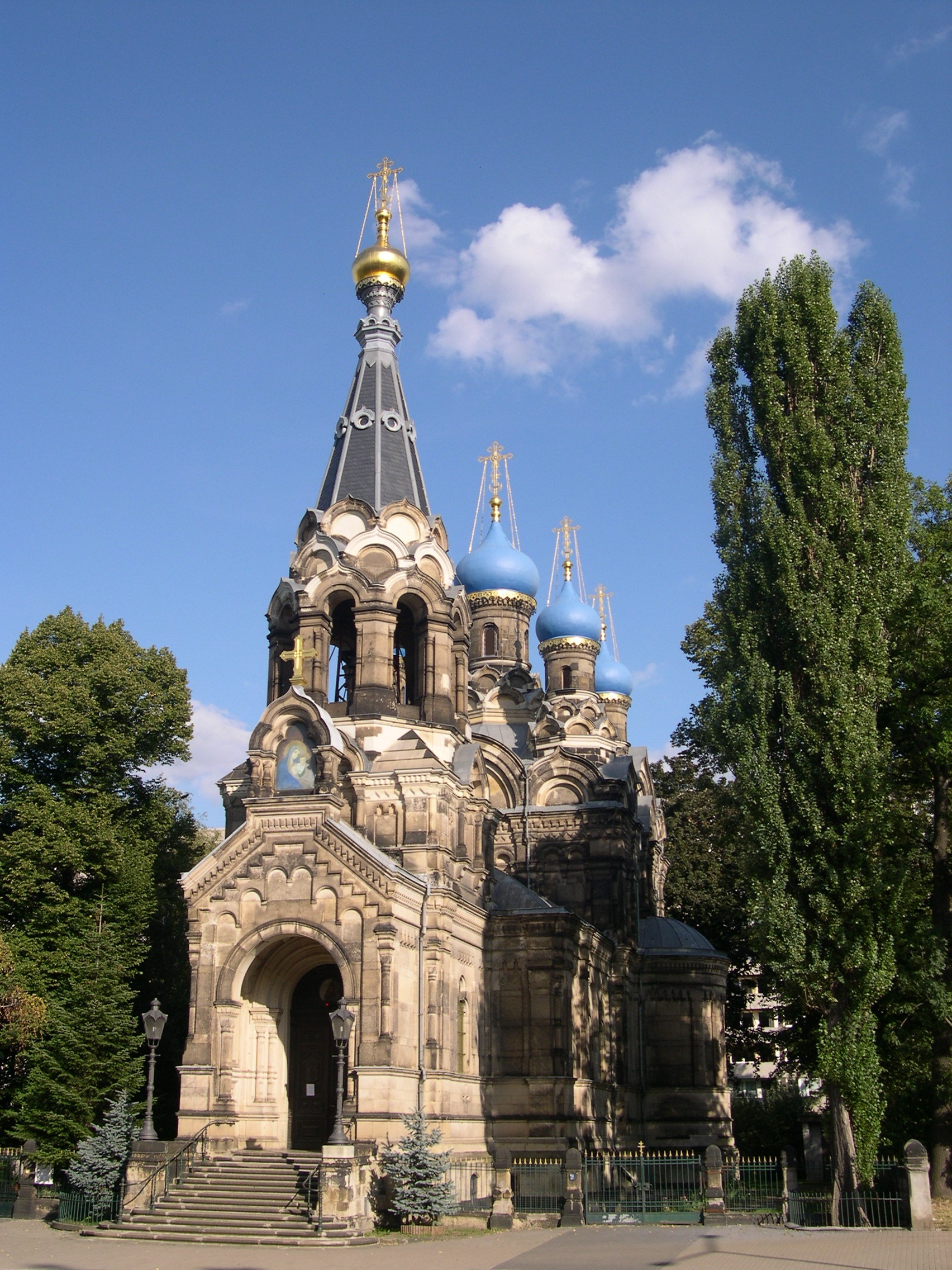
Russisch-Orthodoxe Kirche in Dresden

Nach dem Besuch der Realschule absolvierte Karl Weißbach eine Lehre im Bauhandwerk und besuchte parallel dazu eine Baugewerkschule. Danach arbeitete er zunächst im Atelier des Dresdner Hofbaumeisters Krüger. Daran schloss sich ein Studium an der Kunstakademie Dresden bei Hermann Nicolai an. 1863 erhielt er dort als Auszeichnung ein akademisches Reisestipendium, das er für eine Italienreise nutzte, auf der er – dem Geschmack der Zeit entsprechend – vor allem die Bauwerke der italienischen Renaissance studierte. Durch seine Mitarbeit an der von Adolf Gnauth und Heinrich von Förster herausgegebenen Publikation „Die Bauwerke der Renaissance in Toskana“ war es ihm möglich, den Italienaufenthalt zu verlängern. 
Erst 1866 kehrte er nach Dresden zurück und arbeitete als Bauführer für seinen Lehrer Hermann Nicolai, so z. B. beim Bau der viel beachteten Villa Meyer in Dresden (1867/1868). Schließlich wurde Weißbach 1869(?) selbst Professor an der Dresdner Kunstakademie; diese Stellung und das mit ihr verbundene Prestige gab er jedoch auf, als das sächsische Kultusministerium nach einigen Jahren der Akademie einen Lehrplan vorschrieb, mit dem er nicht einverstanden war. 1875 wurde er dann als Lehrer an der Hochbauabteilung des Königlichen Polytechnikums Dresden tätig, aus dem später die Technische Hochschule Dresden hervorging.
Neben seiner vielfältigen Lehrtätigkeit und einigen offiziellen Bauaufgaben arbeitete er nebenbei auch in selbständiger Berufsausübung, so zwischen 1884 und 1891 in Gemeinschaft mit dem Dresdner Architekten Carl Barth, einem ehemaligen Schüler. In Weißbachs „privatem“ Atelier arbeiteten zeitweise auch einige später bekannt gewordene Architekten, z. B. Georg Weidenbach (1853–1928), Rudolf Schilling (1859–1933) und Kurt Diestel (1862–1946). Einer seiner Schüler war Oswin Hempel, ein anderer 1905 Ernst Ludwig Kirchner.
Weißbachs Grab auf dem Alten Annenfriedhof wurde 1945 zerstört. Seiner wird auf dem Friedhof in der Gedenkstätte für Professoren der Technischen Universität Dresden gedacht.

## Werk

### Bauten (Auswahl)

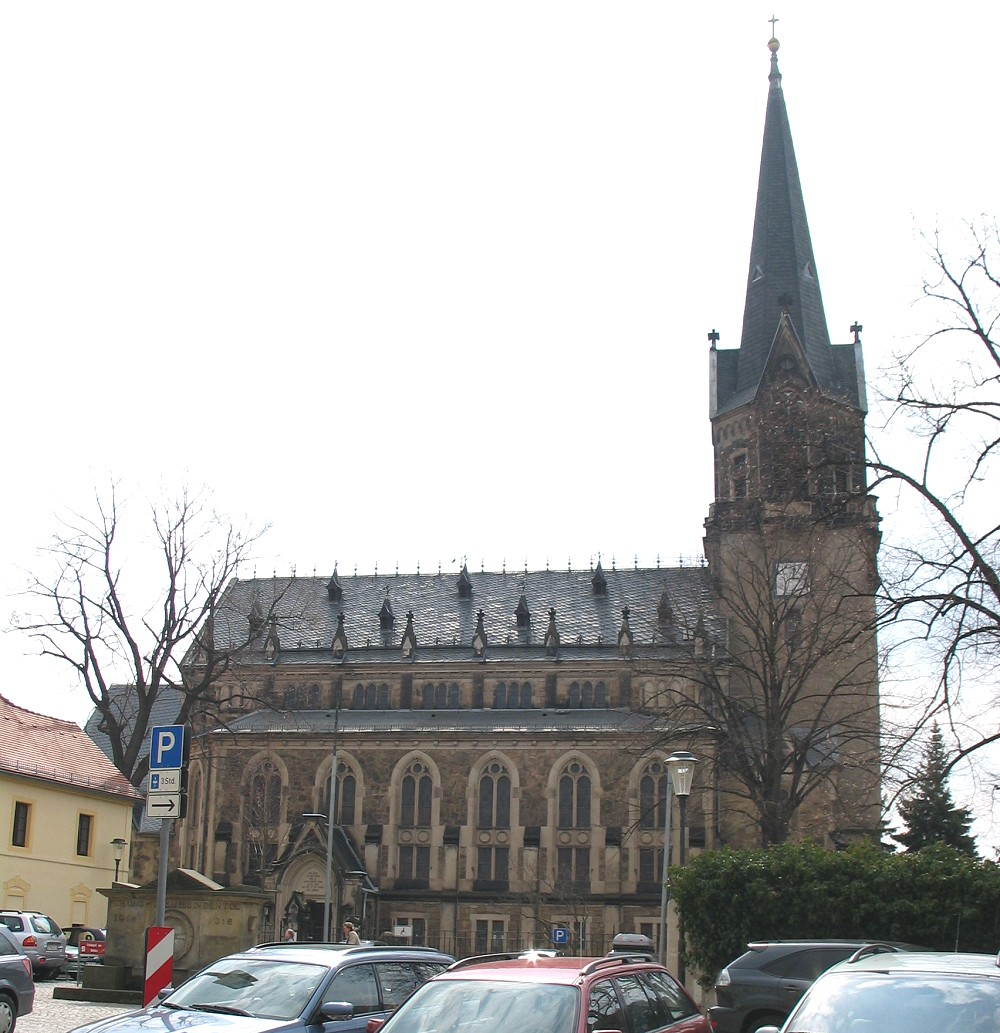
Ev.-Luth. Friedenskirche in Altkötzschenbroda

- 1872–1873: 3. Bezirksschule (heute: „Schule am Floßplatz“) in Leipzig, Südvorstadt, Hohe Straße 45 und die gleichzeitig errichtete benachbarte Petrischule, Paul-Gruner-Straße 50
- 1872–1874: „Kirche des Heiligen Simeon vom wunderbaren Berge“ für die russisch-orthodoxe Gemeinde in Dresden, Südvorstadt, Fritz-Löffler-Straße 19
- 1877–1883: Nationaldenkmal auf dem Niederwald bei Rüdesheim (gemeinsam mit dem Dresdner Bildhauer Johannes Schilling)
- 1884/1885: Umbau der evangelisch-lutherischen Friedenskirche in Kötzschenbroda
- 1900–1905: diverse Neubauten der Technischen Hochschule Dresden, Südvorstadt, George-Bähr-Straße, Helmholtzstraße
  - Hauptgebäude, sog. „Kollegienhaus“
  - Elektrotechnisches Institut, Görges-Bau
  - Elektrizitäts- und Heizwerk
  - Mechanisch-Technische Versuchsanstalt
  - Maschinen-Laboratorien mit Kesselhaus und Kanalgebäude (= Wasserbau-Laboratorium ?)

### Schriften
Bekannt geworden ist Karl Weißbach auch als Herausgeber und Mitautor verschiedener Fachbücher und Periodika, so z. B.:
- Karl Weißbach, Walter Mackowsky (Hrsg.): Das Arbeiterwohnhaus. Anlage, innere Einrichtung und künstlerische Ausgestaltung. Arbeiterkolonien und Gartenstädte. [Handbuch der Architektur.] Berlin: Wasmuth, 1910 (2. Auflage).
- Teil 4 der Reihe Handbuch der Architektur: Entwerfen, Anlage und Einrichtung der Gebäude – Wohnhäuser, Stuttgart: Bergsträsser, 1902.

## Ehrungen
- Bei der Anlage des Essener Moltkeviertels ab 1908 wurde eine Straße nach ihm benannt.
- In der Dresdner Südvorstadt wurde eine Straße nach ihm benannt.